# Prußische Religion

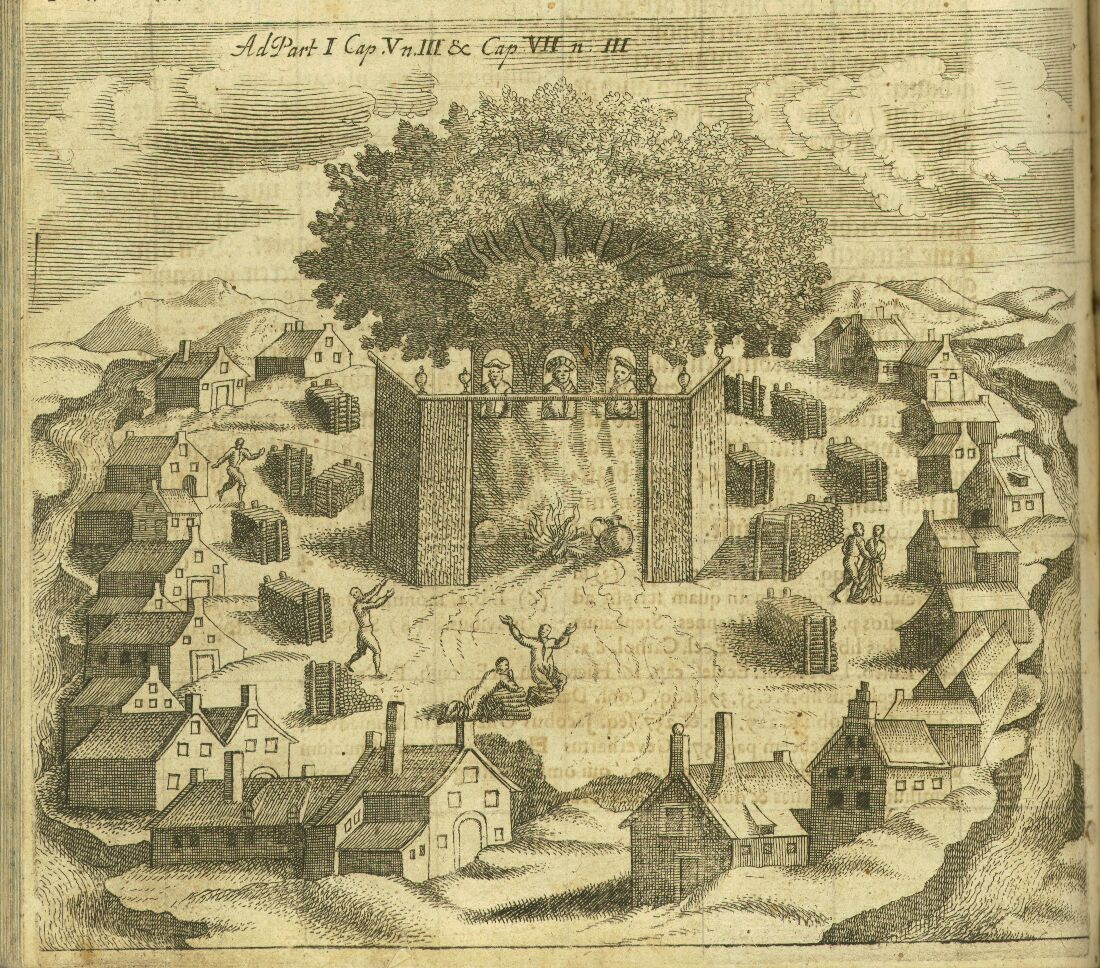
Die Eiche von Romove, aus Christoph Hartknoch: Alt- und neues Preußen, 1684

Die Prußische Religion ist die vorchristliche Religion der Prußen, wie sie von der wissenschaftlichen Forschung erschlossen wird.

## Erforschung der Religion der Prußen
Die erste brauchbare und wissenschaftliche Abhandlung über die prußische Religion lieferte Max Töppen (1822–1893), der die Geschichte und heidnische Religion der Prußen untersuchte. Er stellte dabei ein reiches Material aus verschiedensten Quellen, wie Texte, Gesetze oder Urkunden, zusammen.
Doch erst Wilhelm Mannhardt (1831–1880) untersuchte und beurteilte die Quellen kritisch. Da sein Werk Leto-Preussische Götterlehre erst posthum im Jahre 1936 erschien, fußten frühere Forschungen, wie die von Joseph Bender (1815–1893) und Hans Bertuleit auf einer unkritischen Übernahme der alten Quellen. Neue Akzente setzten Haralds Biezais (1909–1995) und Marija Gimbutas (1921–1994), die beide eine baltische Urreligion annehmen, und die alte Religion der Prußen als nahe verwandt mit der lettischen und litauischen Religion betrachten. Bis heute gibt es keine Monographie, die die Darstellung der prußischen Religion nach modernen Kriterien zum Gegenstand hat.

## Religion

Patollos, Perkunos und Potrimpus nach der phantasievollen Beschreibung bei Simon Grunau.

### Götterglaube
Bis zur Reformation sind lediglich drei prußische Götternamen überliefert. Der Christburger Friedensvertrag erwähnt den Fruchtbarkeitskult des Gottes Curche und eine Verteidigungsschrift des Deutschen Ordens, die Collacio episcopi warmiensis aus dem Jahre 1418 nennt Patollos und Natrimpe. Peter von Dusburg nennt überhaupt keine Götternamen, sondern spricht nur von „ihren Göttern“. Bei Simon Grunau wird der Kult der drei Götter Patollos, Potrimpos und Perkunas genaustens beschrieben, wobei er einen historischen Sachverhalt blumigst ausschmückt. Erst im 16. Jahrhundert entstand eine Götterliste mit einem Dutzend Götternamen, die in mehreren Dokumenten in ähnlicher Form aufgeführt wird. Einige Autoren vergleichen diese Gottheiten mit römischen Gottheiten.

#### Gottheiten im Sudauerbüchlein
- Ockopirmus: erster Gott des Himmels und der Gestirne, der mit Saturnus gleichgesetzt wurde. (apr. ucka-pirmas m. »Allererster«)
- Suaixtix: Lichtgott, der mit dem römischen Sonnengott Sol gleichgesetzt wurde. (apr. swāigstan f. Instr.Sg. »Schein, Licht«; lit. žvaigždė »Stern«)
- Auschauts: Gott der Kranken und der Gesunden, mit dem antiken Heilgott Aesculapius gleichgesetzt. (apr. auschautins Akk.Pl. »Schulden«)
- Autrimpus: Meeresgott, mit dem römischen Neptunus gleichgesetzt.
- Potrimpos: Gott der Fließgewässer, der mit Castor gleichgesetzt wurde.
- Bardoayts: Gott der Schiffe, entweder mit Pollux oder mit dem römischen Hafengott Portunus gleichgesetzt.
- Pergrubrius: ein Gott, der den Winter vertreibt und Laub und Gras wachsen lässt.
- Pilnitis: Gott des Reichtums, der die Scheunen füllt und mit der römischen Korngöttin Ceres gleichgesetzt wurde. (apr. pilnan Adj. Akk.Sg. »ganz«; lit. pilnas »voll«)
- Pērkons: Donner-, Blitz- und Regengott, mit dem römischen Jupiter gleichgesetzt. (apr. percunis m. »Donner«)
- Peckols: Gott der Hölle und der Finsternis, mit Pluto gleichgesetzt. (apr. pickūls m. »Teufel«; pyculs m. »Hölle«, aus poln.  piekło »Hölle«)
- Pockols: fliegende Geister oder Teufel, mit den Furiae gleichgesetzt.
- Puschkayts: Erdgott unter dem heiligen Holunderstrauch. (lit.  puškuoti  »sprossen, keimen«; oder zu apr. peuse f., lit.  pušis »Föhre«)
- Barstucke: die kleinen Männchen.
- Markopole: Erdleute.

#### Andere Gottheiten
- Curche: Fruchtbarkeitsgott.
- Patollos: Totengott, identisch mit Peckols.
- Natrimpe: eventuell mit Autrimpus identisch.

Von diesen Gottheiten werden von der Forschung lediglich Curche, Parkuns, Patollos und Natrimpe/Potrimpos als echt anerkannt. Bei den anderen Gottheiten gehen die Meinungen ob sie als Pseudogottheiten oder als echte Gottheiten zu betrachten sind, auseinander. Alexander Brückner vertrat die Meinung, dass die Götter des Sudauerbüchleins bewusst erfunden wurden, ähnlich wie der Historiker Jan Długosz ein Pantheon nach Vorbild der römischen Mythologie konstruiert hatte.

#### Niedere Mythologie
Die Barstucke und Markopole sind Wichtel oder Erdmännchen, die im Gefolge von Puschkayts stehen. Der Cawx, in prußischen Wörterlisten mit »Teufel« glossiert, war wohl wie der litauische Kaukas eine Art Kobold. Die Pockols gehörten zum Gefolge des Totengottes Peckols und dürften eine Art Totengeister gewesen sein.

### Naturverehrung
Nach Peter von Dusburg verehrten die Prußen vor allem die Naturelemente und Tiere:

„Weil sie also Gott nicht kannten, deshalb  verehrten sie in ihrem Irrtum jegliche Kreatur als göttlich, nämlich  Sonne, Mond und Sterne, Donner, Vögel auch vierfüssige Tiere, ja sogar  die Kröte. Sie hatten auch Wälder, Felder und Gewässer, die sie  so heilig hielten, dass in ihnen weder Holz zu hauen noch Äcker zu  bestellen oder zu fischen wagten.“

Während der erste Teil der Naturverehrung eher einen Allgemeintopos mittelalterlicher Beschreibung heidnischer Religionen darstellt und deshalb nur bedingt der Wirklichkeit entspricht, kann der Kult der heiligen Plätze bei den Prußen auch sonst bezeugt werden. So berichtet Adam von Bremen in seiner Kirchengeschichte (IV,8; um 1080), dass die Samländer (Sembi vel Pruzzi) den Christen das Betreten  zu Hainen und Quellen verwehrten, weil diese sonst verunreinigt würden. Thomas von Chantimpré berichtet in Bonum universale de apibus, dass die Prußen ihre heiligen Wälder nicht zu beschneiden wagten und sie nur zum Opfern betraten. Preußische Handfesten belegen zudem zahlreiche heilige Wälder, heilige Felder und heilige Haine.
Nach Simon Grunau wurde zu Ehren des Gottes Potrimpos eine Schlange gehalten, der in einem mit Garben bedeckten Gefäß Milch geopfert wurde. Ähnlich spielte die Ringelnatter in anderen baltischen Religionen eine besondere Rolle.

### Priestertum
Peter von Dusburg berichtet von einem zentralen Heiligtum in Romowe, wo ein Priester namens Criwe lebte, den die Prußen als ihren Papst verehrten. Seine Macht erstreckte sich auch zu den Litauern und Livländern und selbst sein Bote, der als Zeichen einen Stab trug, wurde Ehrerbietung gezollt. Zudem bewachte der Criwe das ewige Feuer. Der Historiker Johannes Voigt (1786–1863) wies darauf hin, dass der Dorfschulze in Litauen einen kriwule genannten Krummstab herumschickte, um zur Dorfversammlung einzuladen. Voigt meinte, dass dieser Stab nach dem Criwe benannt sei. Die Zusammenhänge werden aber in der modernen Forschung kontrovers diskutiert. Zudem wird angenommen, dass der Criwe nur eine lokale Macht hatte und dass mehrere – wenn überhaupt – zentrale Heiligtümer bei den Prußen bestanden hätten.

### Opfer
Die Quellen berichten kaum über die Kulthandlungen der Prußen. So wird überliefert, dass sie vor einer wichtigen Angelegenheit mittels Losen die Götter befragten. Nach einem Sieg lieferten sie einen Teil der Kriegsbeute dem Criwe ab, den er durch Verbrennen den Göttern opferte.
Peter von Dusburg und andere Quellen erwähnen sporadisch Menschenopfer. Dabei handelt es sich jeweils um christliche Kriegsgefangene, die durch das Los ausgewählt wurden. Archäologisch konnten bis heute keine Menschenopfer nachgewiesen werden, dennoch ist den Zeugnissen, abgesehen von den üblichen Übertreibungen, ein wahrer Kern anzuerkennen.

### Bockheiligung

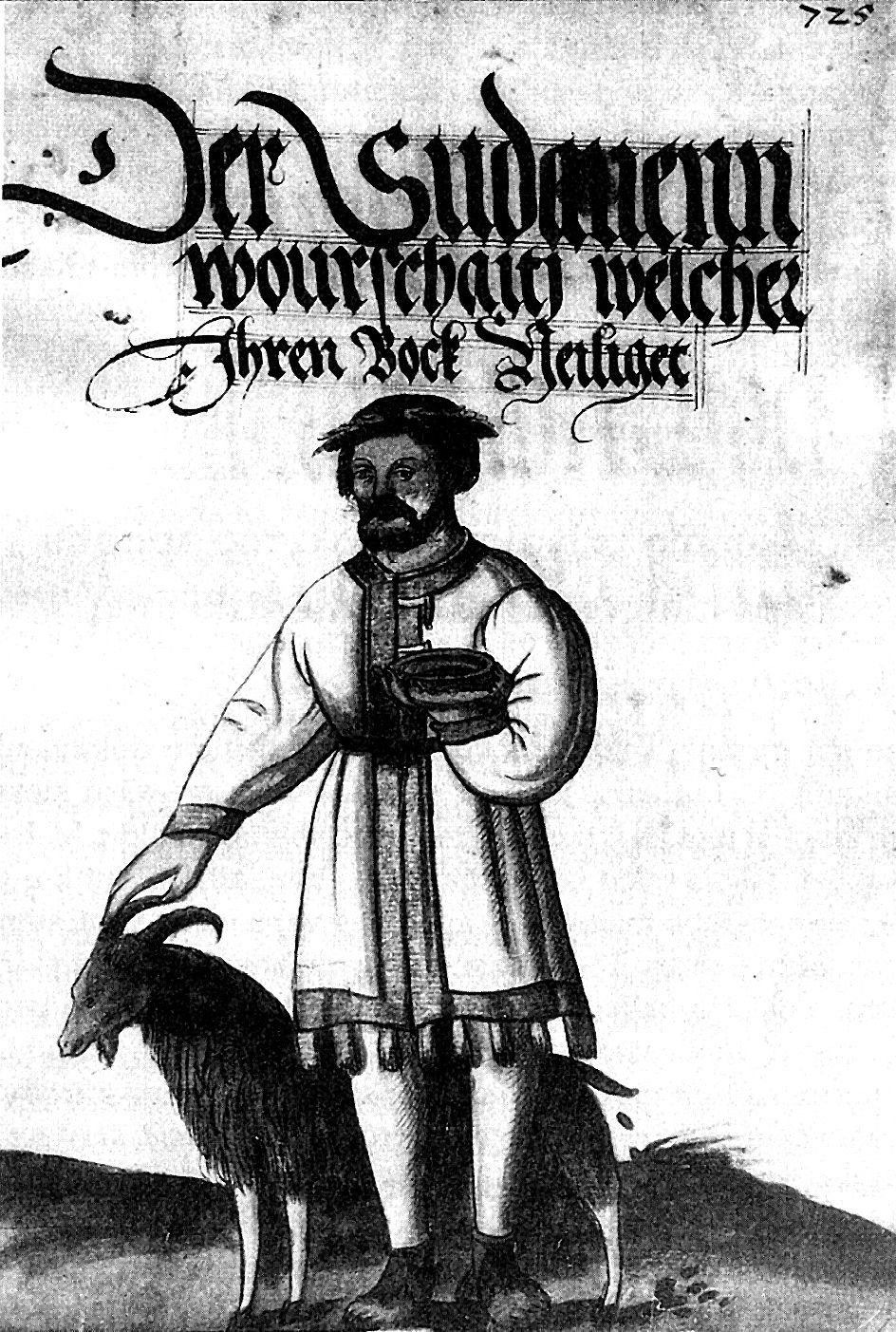
Sudauischer Wourschaiti beim Bockheiligen

Die Bockheiligung wird erstmals im frühen 16. Jahrhundert erwähnt und soll eine Spezialität der Sudauer gewesen sein. Diverse Quellen nach 1525 beschreiben das Waidlen, wie das Ritual genannt wird, recht genau. Zuerst hält der Priester eine Moralpredigt, danach wird der Bock geheiligt. Die Teilnehmer treten vor den Priester und legen ihre Beichte ab. Der Bock wird darauf geschlachtet und die Teilnehmer mit dem Blut besprengt. Dann zerrt der Priester (Waideler, Wourschkaiti, Kirweide) die Teilnehmer an den Haaren oder schlägt sie ins Gesicht, womit ihre Schuld getilgt wird. Schließlich endet das Fest in einem Trink- und Essgelage. Simon Grunau behauptet, einer solchen Bockheiligung beigewohnt zu haben, was allerdings widerlegt werden konnte. Viele Einzelheiten zeigen direkten Parallelen zur Beschreibung des Sündenbockes im Alten Testament (Levitikus 16, 1–28).
Erstmals wurde 1531 ein Sudauer verurteilt, weil er eine Sau geheiligt habe, 1546 wurden gar 40 Prussen wegen Bockheiligung verurteilt und das Waidlen wurde im Herzogtum Preußen in direkten Zusammenhang mit der Hexenverfolgung gesetzt.
Vor der Reformation war die Wayde eine politische Dorfversammlung in Pomesanien, die vom Deutschen Orden geduldet wurde. Diese Versammlungen waren mit Trink- und Essgelage verbunden, wobei offensichtlich dabei ein Tier geschlachtet wurde. Da im Geiste der Reformation jegliche Festerei schon als „unchristlich“ galt, wurden diese Feste plötzlich verboten und als „heidnisch“ verurteilt. Das Schlachten der Tiere am Festplatz wurde als „heidnisches Opfer“ überinterpretiert, wobei der Bock sich besonders gut ins spätmittelalterliche Heidenbild einfügte. Somit entfällt die Bockheiligung als eine Eigenheit der vorchristlichen Religion der Prußen und muss als Fehlinterpretation der Reformation betrachtet werden.

### Totenkult
Obschon der Totenkult nur wenig über die Religion eines Volks aussagt und die Bestattungsbräuche wechseln können, ja verschiedene Formen gleichzeitig nebeneinander bestehen können, schildern die Quellen eine vage Idee über das Weiterleben nach dem Tode. Der Christburger Vertrag berichtet, dass Tulissonen und Ligaschonen, eine Art Priester, beim Begräbnis Loblieder auf den Verstorbenen singen und dann gen Himmel schauend verkünden, dass sie »den Verstorbenen gegenwärtig sähen, wie er durch die  Mitte des Himmels auf seinem Pferde fliege, geschmückt mit schimmernden Waffen, einem Sperber auf der Hand tragend und mit großem  Gefolge in ein anderes zeitliches Leben einginge.« Die  Tulissones vel Ligaschones dürften weniger Totenpriester, sondern eher eine Art Sänger gewesen sein. Da sie in der Lage waren, den Toten im Himmel reiten zu sehen, ist ein Bezug zum Schamanismus nicht auszuschließen.
Auch Peter von Dusburg berichtet, dass die Prußen an die »Auferstehung« glaubten, allerdings nicht im christlichen Sinne. Der Criwe wäre zudem in der Lage den »Aufzug des Toten, seine Kleider, Waffen, Pferde und  Dienerschaft zu beschreiben« und dass der Verstorbene als Zeichen mit seiner Lanze oder einem anderen Gerät im Türbalken seines Hause eine Kerbe hinterlasse.
Diverse Quellen belegen, dass die Toten in ihren Kleidern verbrannt wurden, zusammen mit Waffen, Werkzeug, Schmuck, Pferden sowie Dienstpersonal. Erdbestattung kam dagegen selten vor. Während die Totenfolge archäologisch bis anhin nicht nachgewiesen werden konnte, ist die Pferdebestattung seit dem 1. Jahrhundert n. Chr. bezeugt.  Vorerst wurden die Pferde liegend neben dem Menschengrab bestattet, ab dem 5. Jahrhundert unter diesem. Die Pferde wurden aber nicht verbrannt, während der Mensch ab dem 5. Jahrhundert normalerweise nach der Kremation ohne Urne in einer Flachgrube bestattet wurde.

## Christianisierung
Die Prußen wurden als erste der baltischen Völkerschaften unterworfen und somit auch als früheste christianisiert. Sie waren spätestens im 16. Jahrhundert germanisiert und hörten dann auf, als eigene Ethnie zu existieren.
Unterstützt vom polnischen Fürsten Boleslaw I. erreichten um die Jahrtausendwende die ersten Missionare die Prußen. Dabei erlitten Adalbert von Prag und Brun von Querfurt das Martyrium, wobei die christlichen Heiligenviten keine verlässliche Auskunft über das prußischen Heidentum ablegen.
Erst im 12. Jahrhundert begannen die Zisterzienser eine stärkere Missionierung der Prußen anzustreben. Einer ihrer Mönche,  Christian aus dem Kloster Kolbatz in Pommern, wurde 1215 zum ersten Bischof der Prußen geweiht. Mit Hilfe von Kreuzfahrern gelang es ihm, das Christentum in Preußen zu sichern. Durch die Unterwerfung aller prußischen Stämme durch den Deutschen Orden wurde das Heidentum endgültig verdrängt. Spätere Zeugnisse über angebliches Heidentum bei den Preußen, besonders ab dem 16. Jahrhundert, ist in politischen Auseinandersetzungen mit dem umstrittenen Deutschen Orden zu suchen und in der rigorosen Religionspolitik der Reformation, die alte katholische Volksfeste mit folkloristischen Elementen schlichtweg als heidnisch deklarierten.